# Покришкін Петро Петрович
Петро Петрович Покришкін (нар. 22 липня 1870 — пом.1922) — російський архітектор-реставратор, педагог. Реставрував пам'ятки та брав участь в археологічних дослідженнях на території України.
Навчався в Петербурзькій академії мистецтв у 1888–1892 роках. У 1895 році отримав звання художника-архітектора, у 1909 році — академіка архітектури. З 1903 року був членом Археологічної комісії.

## Діяльність в Україні
Проводив реставрацію архітектурних пам'яток в Україні:
- Юр'єва божниця в Остері на Чернігівщині (1907);
- Церква Спаса на Берестові в Києві (1913, співавтор В. П. Пещанський);
- «Вежа мурована» в Острозі (1913–1915, співавтор В. Г. Леонтович);
- Мечеть Хан Джамі, інші споруди Ханського палацу в Бахчисараї (поч. XX ст.)[2].

На основі досліджень Петра Покришкіна архітектором О. В. Щусєвим був розроблений проект і проведена реконструкція Свято-Василівського собору в Овручі (1907–1909).
В 1915 році проводив часткові розкопки Золотих воріт в Києві.

## Наукові праці
- (рос.) Отчет о капитальном ремонте Спасо-Нередицкой церкви. — СПб, 1906;
- (рос.) Православная церковная архитектура XI–XVIII столетий в нынешнем Сербском королевстве. — СПб, 1906;
- (рос.) Церкви псковского типа XI–XVI столетий. — СПб, 1907[2].